# Трубки
Тру́бки — село в Україні, у Павлівській сільській громаді Володимирського району Волинської області. Населення становить 488 осіб.

## Географія
На західній стороні від села знаходиться Павлівський заказник.

## Історія
У 1906 році село Порицьької волості Володимир-Волинського повіту Волинської губернії. Відстань від повітового міста 35 верст, від волості 6. Дворів 52, мешканців 314.
До 15 серпня 2016 року село належало до Переславичівської сільської ради.
12 червня 2020 року, відповідно до розпорядження Кабінету Міністрів України № 708-р «Про визначення адміністративних центрів та затвердження територій територіальних громад Волинської області», увійшло до складу Павлівської сільської територіальної громади.
19 липня 2020 року, в результаті адміністративно-територіальної реформи та ліквідації  Іваничівського району, село увійшло до новоутвореного Володимир-Волинського району (від 18 липня 2022 Володимирського).

## Населення
Згідно з переписом УРСР 1989 року чисельність наявного населення села становила 495 осіб, з яких 234 чоловіки та 261 жінка.
За переписом населення України 2001 року в селі мешкало 485 осіб.

### Мова
Розподіл населення за рідною мовою за даними перепису 2001 року:
| Мова       | Відсоток |
| ---------- | -------- |
| українська | 99,80 %  |
| російська  | 0,20 %   |